# Relations entre le Bénin et le Brésil
Les relations entre le Bénin et le Brésil, ou relations bénino-brésiliennes, désignent les relations diplomatiques bilatérales s'effectuant entre la république du Bénin, pays africain, et la  république fédérative du Brésil, pays d'Amérique du sud. En mai 2024, le président du Bénin, Patrice Talon, fait une visite officielle au Brésil, où il signe des accords avec son homologue brésilien Luiz Inácio Lula da Silva.

## Liens historique et culturel
Les deux pays partagent des liens historiques profonds, principalement en raison de la traite transatlantique,:       

« Nous avons un lien historique entre Bahia et le Bénin. Pour moi, Bahia, c’est un peu le Bénin. »

— Patrice Talon
En effet, de nombreux esclaves, principalement originaires de la région qui est aujourd’hui le Bénin, sont transportés au Brésil où ils sont demeurés jusqu'à la mort ainsi qu'une partie de leur descendance. C'est ainsi que dans l'État de Bahia une  partie de la population est d’origine béninoise et à Sao de Luis, la mère du roi Ghézo, neuvième roi d'Abomey, est restée en y créant un couvent de vodun.
L'empreinte béninoise est visible dans la culture afro-brésilienne de Bahia. Cela se manifeste dans la musique, la danse, la cuisine et les rituels religieux, notamment le candomblé, une religion afro-brésilienne qui a des racines ouest-africaines dont le Bénin,.

« Vraiment quand on arrive ici, on remarque que nous avons beaucoup de choses en commun : notre culture, notre musique, les danses, les folklores et aussi les religions. Moi personnellement je viens de Bahia, un Etat du Brésil qui a une grande population d’afro descendants qui veulent maintenant retrouver leurs racines »

— Regina Célia de Oliveira Bittencourt, ambassadrice du Brésil près le Bénin

## Coopérations bénino-brésiliennes

### Collaboration diplomatique
Les relations entre le Bénin et le Brésil sont marquées par une coopération diversifiée. En mai 2024, les deux pays actent un « protocole d’amendement à l’accord sur les services aériens signé à Brasilia le 26 avril 2018 entre la République Fédérative du Brésil et la République du Bénin » et un memorandum d’entente pour la coopération dans le domaine de la formation des diplomates.

### Coopération dans l'éducation
En 2024, le Bénin et le Brésil étalissent un accord pour renforcer les échanges universitaires dans le cadre des programmes éducatifs internationaux de licences aux doctorats ainsi que d’autres programmes associés.

### Dimension culturelle et touristique
Le Bénin et le Brésil signent des accords de coopération pour promouvoir le tourisme et les échanges culturels entre les deux peuples.

### Coopération agricole
Dans le domaine agricole, les deux nations se fédèrent une synergie pour de haut rendement afin de lutter contre la pauvreté. Il est alors permis au Bénin de s'appuyer sur le Brésil, reconnu comme une puissance agricole,, pour accroître son développement agricole. Ainsi, l’Institut national de recherche agricole du Bénin (INRAB) et l’Agence brésilienne de Coopération (ABC) collaborent pour son effectivité,.